# Забрідська сільська рада (Великоберезнянський район)
| Забрідська сільська рада — колишній орган місцевого самоврядування у Великоберезнянському районі Закарпатської області з адміністративним центром у с. Забрідь. Закарпатська обласна рада рішенням від 25 вересня 2002 року у Великоберезнянському районі утворила Забрідську сільраду з центром у селі Забрідь. |

## Населені пункти
Сільській раді були підпорядковані населені пункти:
- с. Забрідь

## Склад ради
Рада складалася з 16 депутатів та голови.

## Результати виборів депутатів ради
Станом на 09.09.2013

'Партія регіонів'
1. № округу 4. Повханич Василь Васильович Освіта середня спеціальна, член Партії регіонів, ВАТ «Закарпатгаз», Великоберезнянське відділення, слюсар
2. № округу 7. Ревта Владислав Петрович Освіта незакінчена вища, член Партії регіонів, приватний підприємець
3. № округу 9. Палагунич Ганна Іллічна Освіта середня, член Партії регіонів, приватний підприємець
4. № округу 14. Тряско Віталіна Юріївна Освіта середня, член Партії регіонів, ВАТ «Закарпатгаз» Перечинська філія, обліковець-оператор

Соціалістична партія України
1. № округу 6. Добей Василь Васильович Освіта середня, член Соціалістичної партії України, пенсіонер

''Самовисування''
1. № округу 1. Домище Юрій Юрійович Освіта середня спеціальна, позапартійний, тимчасово не працює
2. № округу 2. Соровчак Іван Іванович Освіта середня, позапартійний, пенсіонер
3. № округу 3. Бегені Іван Васильович Освіта середня, позапартійний, тимчасово не працює
4. № округу 5. Кізіма Михайло Іванович Освіта вища, позапартійний, ПП «СІО-К»
5. № округу 8. Кувик Микола Освіта середня, позапартійний, тимчасово не працює
6. № округу 10. Бабінець Василина Іванівна Освіта вища, позапартійна, Забрідська загальноосвітня школа І-ІІІ ст., директор
7. № округу 11. Опаленик Василь Іванович Освіта середня спеціальна, позапартійний, тимчасово не працює
8. № округу 12. Каналош Марія Юріївна Освіта вища, позапартійна, пенсіонер
9. № округу 13. Канюк Михайло Михайлович Освіта середня спеціальна, позапартійний, КП Великоберезнянське виробниче управління житлово-комунального господарства, оператор
10. № округу 15. Опаленик Володимир Іванович Освіта вища, позапартійний, Забрідська загальноосвітня школа І-ІІІ ст., вчитель
11. № округу 16. Мандрик Галина Станківна Освіта вища, позапартійна, Забрідська сільська рада, секретар